# Eublemma costivinata
Eublemma costivinata är en fjärilsart som beskrevs av Emilio Berio 1945. Eublemma costivinata ingår i släktet Eublemma och familjen nattflyn. Inga underarter finns listade i Catalogue of Life.